# Артур Месчян
Артур (Арташес) Степанович Месчян (вірм. Արթուր Մեսչյան; рос. Артур (Арташес) Степанович Месчян; нар. 3 березня 1949, Єреван) — вірменський архітектор, музикант, композитор, рок-музикант, поет, співак, художник. Засновник і лідер гурту «Аракялнер» («Апостоли») (1968-1979; виконував свої пісні). Заслужений архітектор Республіки Вірменія. Нагороджений Орденом Святого Месропа Маштоца 2011 року. У 2018 році призначений головним архітектором Єревана.

## Життєпис

### Ранні роки
Артур Месчян народився 3 березня 1949 року в Єревані, столиці Вірменської РСР, у будинку на вулиці Гукасяна (нині вул. Парпеці). Основним захопленням хлопчика було малювання і музика. У шкільні роки захоплювався також фехтуванням і моделюванням кораблів. Із семи років Месчян навчався музики — гри на скрипці та фортепіано в музичній школі імені А. А. Спендіарова в Єревані, співав у дитячому хорі хлопчиків Вірменського академічного театру опери та балету ім. А. Спендіарова. Надалі Артур Месчян самостійно навчився гри на гітарі. Ще в шкільні роки Месчян почав складати музику. З дитинства він співав вірменські та російські пісні, надалі, в юності ще й італійські, англійські, французькі, польські та угорські. У 1973 році, вже в зрілому віці, Артур Месчян протягом року співав у хорі Кафедрального собору Першопрестольного Святого Ечміадзіна, що відбилося на його творчості.

### 1960-ті
Ще під час навчання в школі, 1965 року — у 16-річному віці, Артур Месчян написав пісні «Уреір аствац» (Де ти був, Боже), «Ктак» (Заповіт) і «Церуні» (Старий). Перший раз він виконав «Уреир аствац» перед публікою в актовому залі школи № 122 міста Єревана, де він навчався. Після закінчення школи 1966 року Месчян вступає на архітектурно-будівельний факультет Єреванського Політехнічного інституту. Велику роль у виборі професії зіграла дружба і спілкування юного Месчяна з відомим істориком і етнографом, учнем Йосипа Орбелі, Седраком Геворковичем Бархударяном (1898-1970). Уже на першому курсі інституту, 1967 року Месчян створює рок-групу, яка спочатку не мала власної назви, і позначалася як Група архітектурного факультету. До гурту, крім самого Месчяна (автор, вокал, гітара, клавішні, скрипка), входять Левон Мелікян (бас-гітара) і Григор Налбандян (ударні). І вже на третьому курсі гурт дає свої перші публічні концерти, які мають шалений успіх у середовищі студентської молоді. Поєднавши духовну вірменську музику з роком, що процвітав у ті роки, група справляла незабутнє враження на слухачів і стала справжнім одкровенням. Перші концерти гурту відбуваються в політехнічному інституті й одразу ж зустрічають опір комсомольських активістів, які часто повторюють: «Подивіться на цих новоявлених апостолів». Месчян відповідає з властивим йому почуттям гумору: «А чому б і ні». І називає свою групу «Аракялнер» («Апостоли»).

### 1970-ті
Успіху «Апостолів» не змогла перешкодити навіть радянська цензура 1970-х, і десятки тисяч вірмен слухали їхні записи. Вистава The Insane Asylum — Божевільний дім (автор музики і слів Артур Месчян) — перша в історії вірменська рок-опера, ще більше зміцнила популярність гурту. За цим послідували виступи по університетах радянських республік. З великим успіхом гурт виступав в Естонії та Москві, де на той час знаходилися центри зародження радянської рок-музики. Гурт «Аракялнер» співав своєю рідною мовою (автором пісень був Месчян), тоді як переважна більшість гуртів виконували західні рок-композиції та пісні. 1971 року гурт запросили на молодіжний фестиваль музики країн соцтабору, що проходив у Польщі, проте дозволили поїхати тільки Артуру Месчяну в супроводі комсомольських активістів. Проте виступ Месчяна мав неабиякий успіх — за відсутності учасників свого гурту Месчян виступав з іншими музикантами, які приїхали на цей музичний форум.
1972 року Месчян з відзнакою захистив диплом і після довгих поневірянь у пошуках роботи через свою «неблагонадійність» 1974 року почав працювати в «Армгоспроєкті», де, разом з іншими колегами, розпочав створення проєкту єреванського міжнародного аеропорту «Звартноц». 1973 року Артур Месчян протягом року співав у хорі Кафедрального собору Першопрестольного Святого Ечміадзіна, де познайомився з Його Святістю Верховним Патріархом і Католікосом Усіх Вірмен Вазгеном I. Католикос із великою симпатією ставився до молодого музиканта і його творчості, практично подружився з ним і 1974 року запропонував Месчяну написати Реквієм, присвячений 60-м роковинам Геноциду вірмен. У процесі пошуків текстового матеріалу для цього твору, Месчян натрапив на збірку віршів забороненого на той час у СРСР відомого західновірменського поета Мушега Ішхана — людини, яка пережила трагічні події 1915 року. З дозволу автора Месчян використав його вірші для створення «Реквієму». Твір був готовий уже за рік, при цьому Католікос Вазген I всіляко підтримував Месчяна, і гурт навіть репетирував в Ечміадзині. Презентація «Реквієму» відбулася в першопрестольному Ечміадзині 1975 року в присутності представників культурної еліти Вірменії та діаспори. Католикос благословив твір. Група з великими труднощами, власними силами, за підтримки Католикоса, зробила запис, проте в СРСР видання такого твору було неможливим. А запис і видання у США зірвалися у зв'язку з тим, що матеріал «Реквієму» без відома й дозволу автора вже 1975 року потрапив до США, і багато фрагментів із нього виконували в понівеченому вигляді в каліфорнійських ресторанах Арутом Памбукчяном. Протягом довгих років після цього Месчян не виконував пісень з «Реквієму», проте надалі, піддавшись умовлянням друзів і шанувальників, у дещо переробленій формі включив деякі пісні звідти в альбоми, випущені на початку 90-х років.
У 1978-му Артуру Месчяну вдалося щось на ті часи практично неможливе: виступ по другому каналу національного телебачення. Він заспівав свої пісні в прямому ефірі, виконавши фрагменти з телеспектаклю «Мардакер» («Людожер»), що мав до того ж політичний підтекст.

### 1980-ті
До початку наступного десятиліття «Аракялнер» несподівано зник з музичної арени. За всі роки існування гурту Артур Месчян був беззмінним його автором і лідером. В останнє десятиліття існування гурту в його складі періодично грали Геворг Мангасарян, Ашот Адамян — гітара; Віген Степанян, Геворг Жангулян, Мовсес Мурадян — клавішні, а також Ашот Єгікян, Станіслав Бунатян, Ростом «Пісок» Оганян, Григор Балаян — ударні. У 1984-му Месчян повернувся для того, щоб почати свій власний шлях. До нього приєдналися двоє його учнів — Ваан Арцруні та Гурген Мелікян. Поруч із ним знову були старі шанувальники, а кількість нових зростала, незважаючи на те, що його концерти були практично заборонені. На початку 80-х Месчян уперше зважився спробувати свої сили в кіно. Основною причиною, що спонукала його дати згоду на виконання головної ролі у фільмі «Вогонь, що мерехтить у ночі» про поета Мікаела Налбандяна, стала можливість включити власні твори у фільм. Таким чином, він отримав не тільки головну роль, а й повну свободу у створенні музичного оформлення картини, а найголовніше — він уперше (і востаннє) отримав можливість зробити професійний запис у СРСР, на студії «Мелодія». У підсумку до фільму увійшли три його твори — «Еркір хнам'я» («Стародавня країна»), «Епітафія» і «Воскресіння». Другий кіно-досвід Месчяна — фільм «І повториться все» побачив світ 1989 року, вже після переїзду музиканта за океан.
На початку 80-х років Артур Месчян став єдиним безпартійним керівником спеціальної архітектурної майстерні при Раді Міністрів в Армпромпроекті. У ці ж роки Месчян розробляє проєкт реставрації будинку Лазарянов (будівля постпредства Вірменії) у Москві (1981-1982) (зараз це будівля Посольства Вірменії в Росії), проєктує Урядовий Дім прийомів у Єревані (1985) та новий корпус Матенадарану (1987-88), будівництво якого, проте через руйнівний землетрус 7 грудня 1988 року, було перервано вже на початковому етапі та поновлено лише у 2007 році.
Наприкінці 1980-х років Артур Месчян здійснив своє багаторічне прагнення виїхати з СРСР. 1989 року, ще за Радянської влади, Месчян із дружиною та двома синами переїхав до Бостона (США), де йому нарешті, паралельно заробляючи на життя, вдалося записати накопичений за два десятиліття величезний музичний матеріал. Перші роки перебування в США були дуже важкими для Месчяна: процес адаптації, пошук роботи, важке фінансове становище (одразу після приїзду Месчян відмовився від допомоги для емігрантів, вважаючи, що не має права бути утриманцем у держави навіть на законних підставах). Проте вже 1989 року на настійне прохання шанувальників з американської вірменської діаспори, Месчян дає перший концерт у Бостоні, у Вірменській церкві.

### 1990-ті
Надалі 1990 року Месчян дає концерти в Центрі Вірменської Загальної Благодійної Спілки Нью-Джерсі та Wilshire Ebell Theatre у Лос-Анджелесі. На виручені з цих концертів кошти Месчян 1990 року записує і 1991 року видає свій перший альбом «Catharsis» (Катарсис), який виходить у вигляді вінілового диска і аудіокасети невеликим тиражем. Альбом миттєво стає популярним і багаторазово тиражується піратами. Піратські копії альбому потрапляють до Вірменії і пісні Месчяна починають лунати по радіо. У 1990 році Месчян створює гурт «Аракялнер-90», до якого входять Вейн Джонсон (Wayne Johnson) — гітара, Джон Лефтвіч (John Leftwich) — бас-гітара і Арт Родрігес (Art Rodrigues) — ударні. Разом із групою 1993 року Месчян дає концерти в Пасадені (Каліфорнія), де презентує твори зі свого нового альбому «Монолог скрипаля, який звихнувся», який записує того ж року. У 1995 році Месчян записує альбом «Wander» (Мандрівка), в якому відновлює частину пісень з «Реквієму». Усі ці роботи моментально ставали хітами — як у Вірменії, так і в діаспорі. У 1995 році Артур Месчян створює музично-вокальний твір «Причастя» (Communion), який вважає вершиною своєї музичної творчості. У липні 1996 року він представляє вперше публіці цей твір у залі First church of Nazarene у Пасадені (Каліфорнія), а в жовтні 1996 року єреванській публіці — у чотирьох концертах у залі Вірменського академічного театру опери та балету ім. А. Спендіарова спільно з симфонічним оркестром.
У листопаді 1996 року, перебуваючи в США, Артур Месчян отримує запрошення влади Вірменії обійняти посаду головного архітектора міста Єревана. Наприкінці 1996 року він приїжджає до Вірменії і приступає до роботи на цій посаді. Артур Месчян поставився до своєї нової роботи відповідально і серйозно і одразу ж розпочав перетворення, спрямовані на те, щоб упорядкувати і зробити прозорим процес ухвалення рішень у сфері містобудування. Але відразу зустрів запеклий опір влади, зокрема, мера міста Єревана, який запросив його на цю посаду. Зрозумівши, що в таких умовах усі його зусилля будуть марними, Месчян відмовляється від подальшої роботи на посаді головного архітектора в лютому 1997 року і повертається в Бостон.

### 2000-ні
У США Артур Месчян працює в архітектурній компанії та керує розробкою всіх проектів цієї компанії. 2001 року Артур Месчян випускає збірку з 4 дисків — Hit Collection, куди входять його альбоми «The monologue of a Crazy Violinist» (Монолог божевільного скрипаля), «Catharsis» (Катарсис), «Catharsis II» (Катарсис II) і Communion (Причастя). 2003 року Артур Месчян дає концерт у залі Кодак у Лос-Анджелесі, де презентує кілька нових пісень, і, зокрема, вперше виконує пісню «Саят-Нова».
У багатому на події житті Артура Месчяна нова сторінка відкрилася у вересні 2005 року, коли після 17 років, проведених у США, він із дружиною повернувся на батьківщину. Серія концертів, що послідувала за поверненням, стала справжньою подією для величезної кількості його шанувальників, яким через стільки років вдалося знову побачити «екс-аракяла» на сцені. У 2005 і 2006 році Артур Месчян дає кілька концертів у Єревані, Гюмрі та Ванадзорі. Логічним продовженням цих виступів стали два концертних диски. У 2007 році починається будівництво нового корпусу Науково-дослідного інституту стародавніх рукописів ім. Месропа Маштоца. Месропа Маштоца — Матенадарана за оновленим проектом Артура Месчяна. Архітектору і будівельникам вдається завершити будівництво вчасно, і 20 вересня 2011 року, напередодні 20 річниці Незалежності Вірменії, у присутності вищого керівництва і духовенства Вірменії відбулася урочиста церемонія відкриття нового комплексу Матенадарана. Незважаючи на високу зайнятість на будівництві, Артур Месчян восени 2009 року дає серію концертів у Єревані, Москві та Лос-Анджелесі, де поряд із написаними раніше творами, які звучать по-новому, виконує і нові пісні.
Надалі одним із найважливіших проєктів Артура Месчяна стало будівництво музею Комітаса в місті Єревані. Під будівництво урядом було виділено ділянку, прилеглу до Пантеону, з напівзруйнованим будинком Будинку культури, спроєктованим і збудованим 1949 року архітектором Корюном Акопяном. Месчян спроектував музей так, щоб залишити будівлю такою, якою вона була зведена понад півстоліття тому. Будівництво тривало близько півтора року. Артур Месчян курирував будівництво від початку і до кінця. 29 січня 2015 року відбулося урочисте відкриття Музею-інституту Комітаса.
У 2011 році Артур Месчян нагороджений Орденом Святого Месропа Маштоца. У 2012 році нагороджений Золотою медаллю Міністерства будівництва Вірменії за видатні досягнення в галузі. У 2013 році Артур Месчян отримав Державну премію Вірменії за проєктування і будівництво Нового корпусу Матенадарана. Незважаючи на великий успіх у музичній діяльності, нині Месчян не поспішає виступати з новими роботами, вважаючи за краще займатися архітектурою. У жовтні 2018 року новий мер Єревана, обраний після оксамитової революції у Вірменії, призначив Артура Месчяна головним архітектором міста.

## Нагороди
- Орден Святого Месропа Маштоца (3 вересня 2011 року) — з нагоди 20-річчя незалежності Республіки Вірменія, за видатні творчі досягнення в галузі культури і мистецтва[3]
- Заслужений архітектор Республіки Вірменія
- Державна премія Республіки Вірменія в галузі архітектури та містобудування (29 грудня 2013 року)[4]
- Золота медаль Міністерства будівництва Вірменії за видатні досягнення в галузі (2012 рік)